# 池田学園池田小学校
池田学園池田小学校（いけだがくえんいけだしょうがっこう 英語: Ikeda Gakuen Ikeda Elementary School）は、鹿児島県鹿児島市西別府町にある私立小学校。

## 創立
1995年、鹿児島市西別府町に創立。初代校長　前田穣。理事長　池田由實。母体は鹿児島市加治屋町、池田教育ゼミナール。鹿児島市内では、鹿児島三育小学校に次いで2校目の私立小学校。各学年2クラスの12クラスで編成される。全校児童は400人弱。

## 池田中・高との関係
池田小学校は池田学園池田中学・高等学校と同じ敷地にあるが、中・高との間には、無条件で進学できる一貫教育の関係を敷いていない。池田中学校への進学を希望する者は、6年次に学校内部で学力やその他の観点についての審査を受け、通過した場合は入学試験は免除される。

## 通学
殆どの児童がスクールバスで登下校する。通学範囲は鹿児島市を中心に、薩摩川内市、霧島市、枕崎市、垂水市など。遠方の児童は、JRやフェリーを利用する。

## 入学・編入学
11月と2月に次年度入学・編入学の児童を募集する。11月は新1年生のみ。2月は新1年と編入学児童を対象としている。倍率は不明。試験内容は面接、集団面接、筆記試験。説明会で過去に出題した問題を配布することがある。

## 特色
- 頭脳開発を掲げる。知識の習得と同時に頭脳のキャパシティーを拡張する教育を目指している。
- 同一敷地内にある中学・高校の学園祭に、小学生も参加する。
- 児童の制服は、夏服はポロシャツにズボン、冬服はトレーナーとズボンからなる。ランドセルもオリジナルのものである。
- 運動会を「運動祭」と呼ぶ。クイズ大会などもある一風変わった催し。